# Zámek Ainay-le-Vieil
Zámek Ainay-le-Vieil (francouzsky Château d'Ainay-le-Vieil) se nachází v obci Ainay-le-Vieil v departementu Cher, region Centre-Val de Loire. Jedná se o nejjižněji položený zámek na Loiře, který byl postaven ve stylu vodního hradu. Od roku 1968 je zařazen mezi monument historique.

## Dějiny

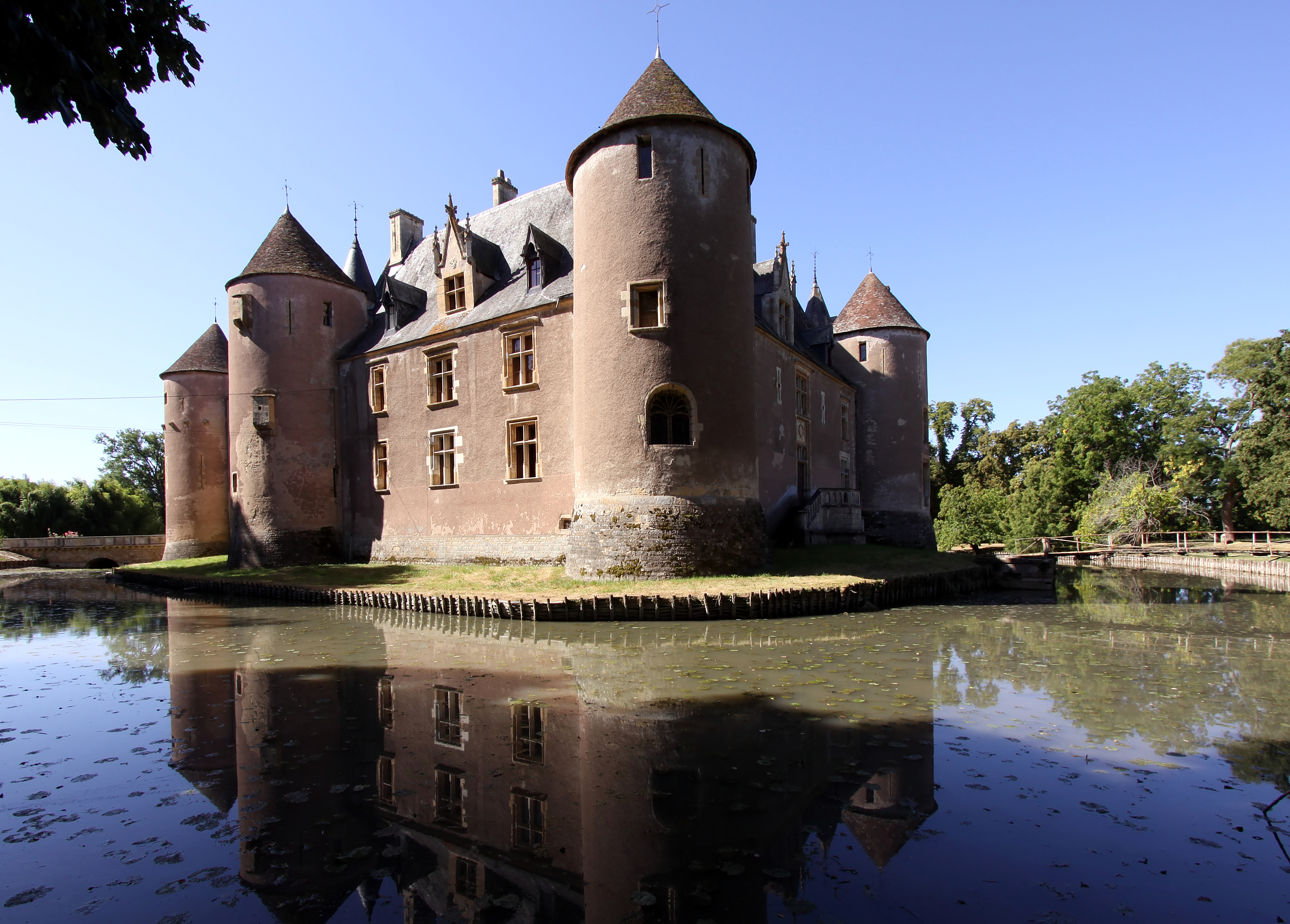
Zámek Ainay-le-Vieil

Ve 12. století hrad patřil rodu Bourbonů, ve 13. století jej získal mocný rod Sullyovců. Jean de Sully dal v letech 1330-1340 vybudovat dnešní zámek, který koncem 14. století přešel na rodinu Culanovců.
V roce 1443 zámek získal Jacques Cœur, ministr financí Karel VII., v prosinci 1467 ho odprodal Charlesovi de Chevenon, pánovi z Bigne. Ten začal zámek přestavovat v italském pozdně gotickém stylu. Práce dokončil až v roce 1510 jeho syn Claude s manželkou Jacqueline de L'Hôpital. 
Stavba má dvě vystupující křídla a věž. Restaurátorské práce provedené markýzem Jeanem-Baptistem de Bigne mezi 1855 a 1858 výrazně změnily podobu zámku. Celý komplex je dnes obklopen polygonálními hradbami s okrouhlými věžemi v rozích, přesné datum jejich výstavby však není známo.